# Карсон Маккалерс
Карсон МакКалерс (англ. Carson McCullers, 19 лютого 1917, Колумбус (Джорджія) — 29 вересня 1976, Ньяк (Нью-Йорк) — американська письменниця.

## Біографія
З десятирічного віку навчалася музиці, змінила кілька професій, перш ніж вирішила стати письменницею.
У 1937 одружилася з Рівзом Маккалерсом (обидва були бісексуальними).
У 1940 розійшлася, а в 1941 розлучилася з чоловіком. Перебралася до Нью-Йорка, де жила у колі літературної та художньої богеми, подружилася з В. Г. Оденом, Б. Бріттеном, С. Далі, П. Боулзом, пізніше — з Т. Капоте, Т. Вільямсом. У 1944 від інфаркту помер батько Маккалерс. У 1945 вступила з колишнім чоловіком у новий шлюб і вирушила у подорож по Європі. У 1947 намагалася накласти на себе руки, лікувалася в нью-йоркській клініці, була частково паралізована. У 1952–1953 знову жила з чоловіком у Європі (у Франції), після його самогубства — він намагався переконати її разом піти з життя — повернулася до США. У 1955 втратила матір. У 1958 провалилася п'єса Маккалерс. Вона впала в депресію, сильно пила, перенесла кілька важких операцій, пережила кілька інсультів (письменниця з юності страждала ревмокардитом і припливами крові до голови). З 1962 пересувалася в інвалідному кріслі. Померла від крововиливу в мозок після півторамісячної коми.

## Особисте життя
Хоча Карсон Маккаллерс маскувала свою любов до жінок у своїх творах, теми геїв та лесбійок безперечно присутні в її творчості. Маккаллерс була двічі одружена з одним і тим самим чоловіком і неодноразово закохуючись як у жінок, так і в чоловіків, Маккаллерс боролася з бісексуальністю протягом усього свого особистого та літературного життя. Її найглибші прихильності були пов'язані з чоловіком Рівзом Маккаллерсом; Девідом Даймондом, музикантом і композитором, що також був коханцем її чоловіка; та Аннемарі Шварценбах, швейцарською письменницею.

## Творчість
Перше оповідання «Сосунок» опублікувала у 1933, новелу «Вундеркінд» — у 1936.
У 1940, двадцятитрьохрічною, опублікувала перший роман «Серце — самотній мисливець» (заголовок — цитата з вірша шотландського поета XIX ст. Вільяма Шарпа «Самотній мисливець»).

### Романи
- The Heart Is a Lonely Hunter / Серце — самотній мисливець (1940, фільм Роберта Елліса Міллера, 1968)[5]
- Reflections in a Golden Eye / Відбиття у золотому оці (1941, фільм Дж. Хьюстона, 1967)
- The Member of the Wedding / Учасниця весілля (1946, авторська переробка на драму, 1950; фільм Ф. Ціннемана, 1952, фільм Клода Мілле, 1985; телефільми 1982 і 1997)
- Clock Without Hands / Годинник без стрілок (1961)

### Інші твори
- The Ballad of the Sad Café and Other Stories / Балада про невеселий шинок (1951, збірка прози, заголовна повість перероблена Е. Олбі на драму, 1963; фільм, 1991)
- The Square Root of Wonderful / Квадратний корінь дива (1958, п'єса)
- The Mortgaged Heart / Серце в закладі (1972, збірка оповідань)
- Illumination and Night Glare / Осяяння і нічна лихоманка (1999, незавершена автобіографія)

## Перелік літератури
- Мандзюк, Р. С. Трансформація дискурсу історичної пам'яті в прозі Карсон МакКалерс / Р. С. Мандзюк // Закарпатські філологічні студії: науковий журнал/ голов. ред. І. М. Зимомря. — Ужгород: Видавничий дім «Гельветика», 2019. — Т. 2. — Вип. 11. — С. 119—123. — Бібліогр: с. 123 (11 назв). Режим доступу: https://dspace.uzhnu.edu.ua/jspui/handle/lib/33503
- Ф.Достоєвський і «Південна школа» американського роману (типологія і контактно-генетичні зв'язки): дис… канд. філол. наук: 10.01.05 / Хваль Лілія Василівна ; Рівненський держ. гуманітарний ун-т. — Рівне, 2001. — 179 арк.
- Evans O. Carson McCullers, Her Life and Work. London: Owen, 1965
- Edmonds D. Carson McCullers. Austin: Steck-Vaughn, 1969
- Bloom H. Carson McCullers. New York: Chelsea House Publishers, 1986
- Carr V.S. Understanding Carson McCullers. Columbia: University of South Carolina Press, 1990
- James J.G. Wunderkind: The Reputation of Carson McCullers 1940—1990. Columbia: Camden House, 1995
- Savigneau J. Carson McCullers: un cœur de jeune fille. Paris: Stock, 1995 (переведена на анг. и исп.)
- Critical Essays on Carson McCullers/ Beverly Lyon Clark, Melvin J Friedman, eds. New York: G.K. Hall; London: Prentice Hall International, 1996.
- Gleeson-White S. Strange Bodies: Gender and Identity in the Novels of Carson McCullers. Alabama: UP of Alabama, 2003